# Combretum haullevilleanum
Combretum haullevilleanum är en tvåhjärtbladig växtart som beskrevs av Wildem.. Combretum haullevilleanum ingår i släktet Combretum och familjen Combretaceae. Inga underarter finns listade i Catalogue of Life.